# Diga di Berdan
La diga di Berdan è una diga della Turchia. Si trova nella provincia di Mersin.